# Карпентер, Фрэнк (палеонтолог)
Фрэнк Карпентер (англ. Frank Morton Carpenter; 1902 — 6 октября 1994) — американский палеонтолог, специалист по вымершим насекомым, профессор. Признан одним из крупнейших и самых влиятельных палеоэнтомологов мира.
Работал в Музее сравнительной зоологии (Museum of Comparative Zoology) при Гарвардском университете (Harvard University), где около 60 лет курировал отдел ископаемых насекомых. Автор фундаментального труда по ископаемым насекомым в серии Treatise on Invertebrate Paleontology. 
Труды
- Carpenter, F. M., 1992. Superclass Hexapoda. Volume 3 of Part R, Arthropoda 4; Treatise on Invertebrate Paleontology, Boulder, Colorado, Geological Society of America.

## Память
Имя Фрэнка Карпентера увековечено в названиях новых для науки родов и видов насекомых, в том числе:
- Bittacus carpenteri Cheng, 1957[1]
- †Carpenteriana tumida Yoshimoto, 1975[2]
- †Fibla carpenteri Engel, 1995[3]
- †Protrechina carpenteri Wilson, 1985[4]
- Rhyacophila carpenteri Milne, 1936.[5]